# Goodbye (Ulrich Schnauss)
Goodbye is een muziekalbum van Ulrich Schnauss en Judith Beck. Beck ontwierp daarbij ook de platenhoes. Goodbye refereert aan het vertrek van Schnauss uit Duitsland hetgeen in een dankwoord wordt verklaard: "Dedicated to everyone who’s helped us leaving Deutschland; thank you". Schnauss zou overigens later weer terugkeren naar Duitsland. Het album werd opgenomen in de geluidsstudio Rondeel.

## Musici
- Ulrich Schnauss – synthesizers, elektronica
- Judith Beck, zang en gitaar op For good en In between the years
- Rob McVey – zang en gitaar op Shine en Look at the sky
- Doug Morch – zang en gitaar op Shine
- Matt Dabbs, Aidan Banks – zang op Shine
- Andrew Sherriff – zang op Love forever
- Stephen Patman – gitaar op Love forever
- Patrick Lacharité – gitaar op Look at the sky
- Pascal Asselin – drumstel op Look at the sky

## Muziek
| Nr. | Titel                                                       | Duur |
| --- | ----------------------------------------------------------- | ---- |
| 1.  | Never be the same (Ulrich Schnauss)                         | 5:30 |
| 2.  | Shine (Ulrich Schnauss, Rob McVey)                          | 5:49 |
| 3.  | Stars (Ulrich Schnauss)                                     | 6:21 |
| 4.  | Einfeld (Ulrich Schnauss)                                   | 5:15 |
| 5.  | Here today, gone tomorrow (Ulrich Schnauss)                 | 5:06 |
| 6.  | A song about hope (Ulrich Schnauss)                         | 5:55 |
| 7.  | Medusa (Ulrich Schnauss)                                    | 6:27 |
| 8.  | Goodbye (Ulrich Schnauss)                                   | 7:55 |
| 9.  | For good (Judith Beck)                                      | 3:42 |
| 10. | Love forever (Simon Rowe, Andrew Sherriff)                  | 5:58 |
| 11. | Look at the sky (Ulrich Schnauss, Rob McVey, Below the Sea) | 4:29 |
| 12. | In between the years (Ulrich Schnauss)                      | 3:53 |

In het voorjaar 2020, toen Schanuss de rechten van dit album teruggekocht had, werd het album opgenomen in de verzamelbox Now is a timeless present. Daarbij ruilden de nummers In between the years en For good van plaats op het album.